# Dolina Bystra

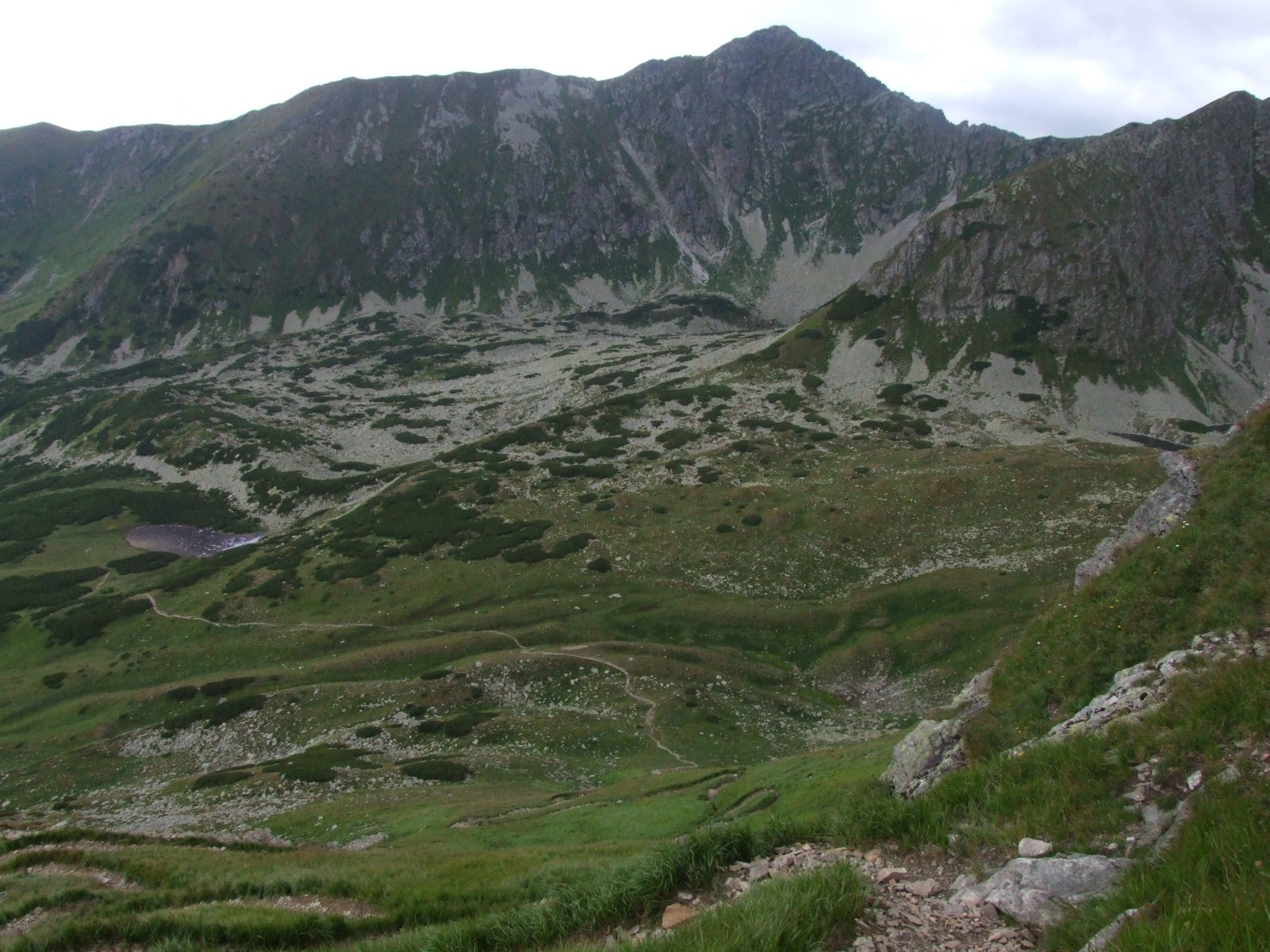
Dolina Bystra i Niżni Staw Bystry. Widok ze wschodniej grani Bystrej

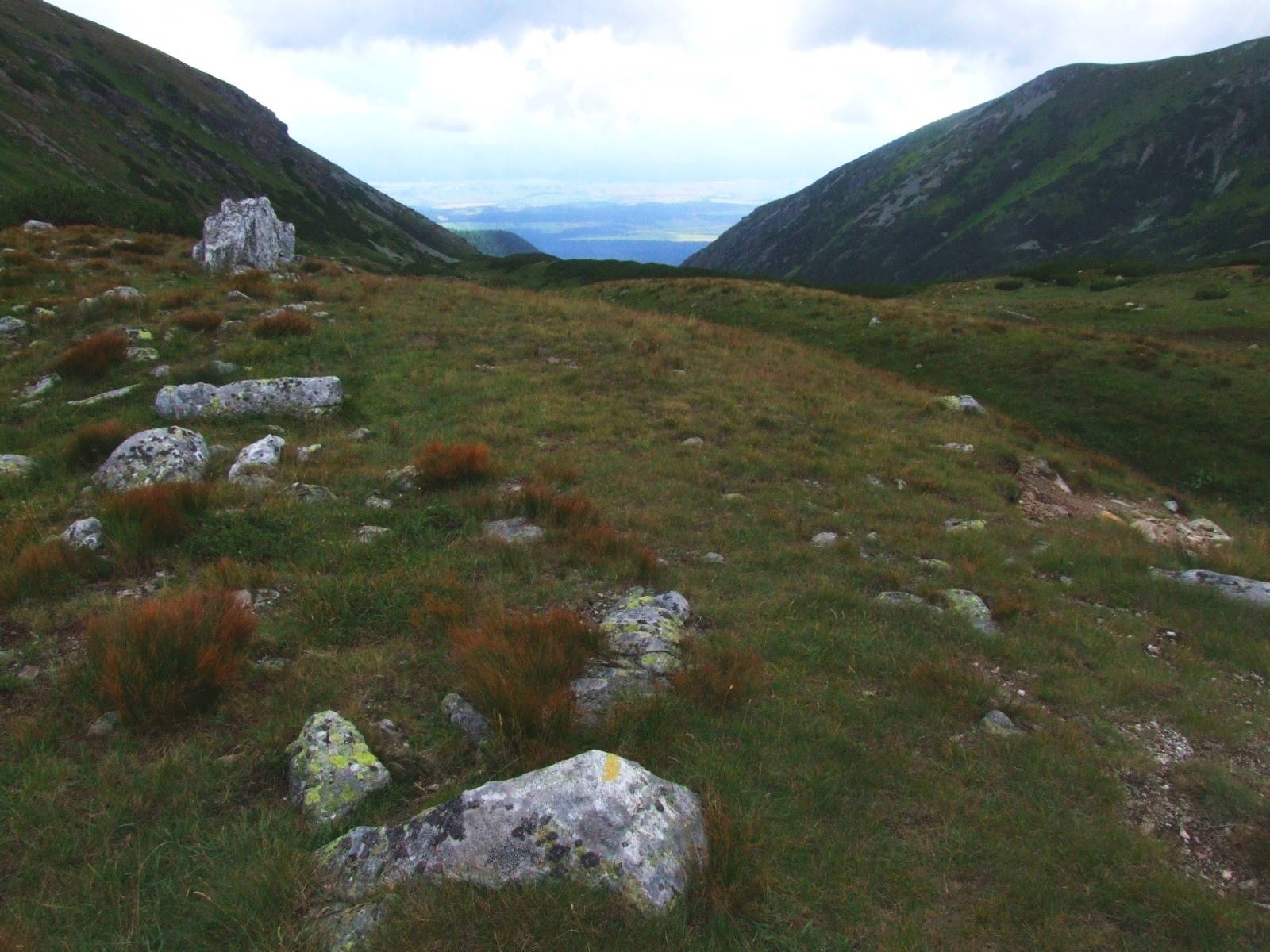
Górne piętro Doliny Bystrej

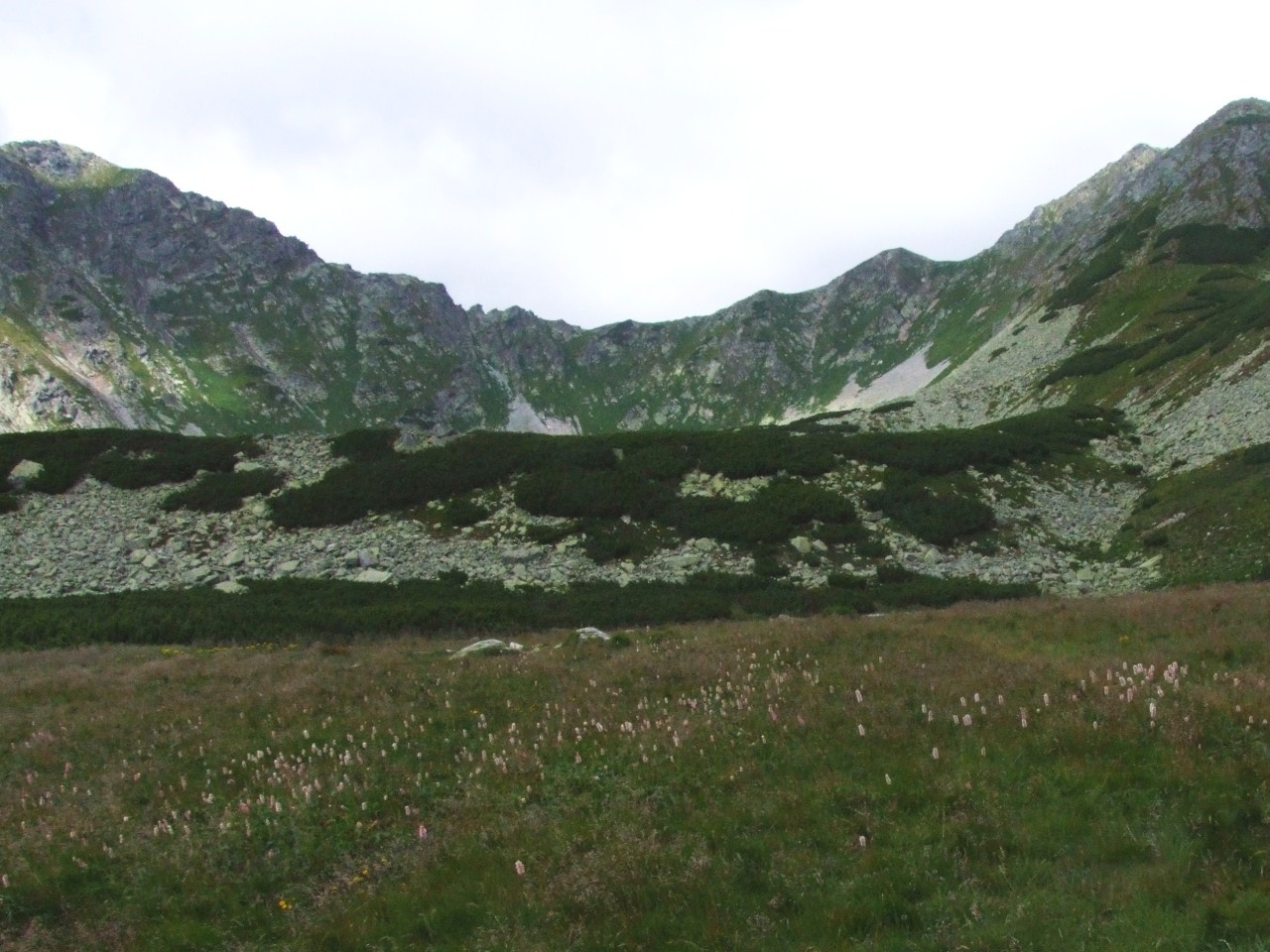
Najwyższe piętro Doliny Bystrej (kotlina Suchy Zadek)

Dolina Bystra (słow. Bystrá dolina) – dolina w słowackiej części Tatr, znajdująca się pomiędzy dwiema graniami Bystrej, najwyższego szczytu Tatr Zachodnich.

## Topografia
Północne ograniczenie doliny tworzą zbocza Bystrej. Południowo-wschodnia grań Bystrej z grzbietem Kobyły, Szerokiej i Kotłowej oddziela tę dolinę od sąsiedniej Doliny Kamienistej, południowo-zachodnia grań zaś od Doliny Raczkowej. W południowo-zachodniej grani wyróżniają się takie szczyty, jak: Mała Bystra, Przednia Kopa, Zadnia Kopa i Jeżowa Kopa. W porównaniu z dwoma sąsiednimi dolinami dno górnej części Doliny Bystrej położone jest znacznie wyżej (o ok. 400–450 m). Dno dolnej części opada bardziej stromo. Wylot doliny znajduje się w słowackiej miejscowości Przybylina (Pribylina). Górą dolina sięga prawie pod grań główną Tatr, nie jest jednak doliną walną, gdyż od grani głównej oddziela ją krótki grzbiet Bystrej z Błyszczem.
W najwyższym piętrze doliny z Małej Bystrej odchodzi krótka grzęda zwana Garbate (Hrbáč), która dzieli go na dwie nieduże kotliny, zachodnia nosi nazwę Suchego Zadka. W kotlinach tych mieszczą się tzw. Bystre Stawy wypełniające dna kotłów lodowcowych. W Suchym Zadku znajduje się jeden tylko staw Anusine Oczko, zaś w kotlinie wschodniej trzy: Wielki Staw Bystry, Długi Staw Bystry i Mały Staw Bystry. Poniżej tych kotlin znajduje się jeszcze jeden, często wysychający Niżni Staw Bystry.

## Opis doliny
Ma długość 5,75 km i powierzchnię 7,25 km². Jest rzadkim przykładem płytko wciętej, płaskodennej doliny polodowcowej. W widoku ze wschodniej grani Bystrej uderza duży kontrast pomiędzy głęboko wciętym dnem Doliny Kamienistej i znacznie wyżej leżącym dnem Doliny Bystrej. Zbudowana jest z łupków krystalicznych z przewarstwieniami z białych granitów. W jej południowej części wyłaniają się miejscami skały wapienne będące fragmentem dużo większej niegdyś pokrywy wapiennej przykrywającej łupki. W warstwie łupków występują żyły zawierające kruszce. Dolina wyrzeźbiona została przez lodowiec. Obydwie górne kotliny zamknięte są typowymi morenami recesyjnymi. Za nimi znajduje się typowe dla polodowcowego krajobrazu zwałowisko granitowych głazów. Dnem doliny spływa potok Bystra mający średni spadek ok. 20%. Nazwa potoku wywodzi się właśnie od jego dużego spadku (jest bystry).

## Historia
Oryginalna budowa Doliny Bystrej od dawna intrygowała uczonych. Już w 1908 r. zachwycał się jej osobliwą rzeźbą Roman Lucerna zajmujący się głównie budową Alp. W latach 1931–1933 rzeźbę doliny badał Jerzy Młodziejowski. On też dokonał pomiarów jej stawów. Badaniem nazewnictwa tego rejonu zajmował się Tadeusz Zwoliński. Niegdyś poszukiwano tutaj kruszców, o czym świadczy m.in. nazwa Baniste. Szczyt Bystrej był jednym z punktów pomiarowych podczas dokonywania triangulacji Tatr. Dolina była wypasana. Polany Kusztykowe Koszarzysko i Wyżnie Koszarzysko zarosły już lasem, polana Hradek wykorzystywana jest jako skład drzewa.
Dolina Bystra jest jedną z najrzadziej odwiedzanych przez turystów dolin tatrzańskich. Nawet w szczycie sezonu ruch turystyczny jest tutaj niewielki. Dawniej często zwiedzany był (od polskiej strony) wznoszący się nad nią szczyt Bystrej, często odbywano tam wycieczki nocne, by podziwiać wschód słońca na Bystrej. Szczyt ten nazywany był w dawnym polskim piśmiennictwie Pyszną.

## Szlaki turystyczne
– żółty od Tatrzańskiej Drogi Młodości w miejscowości Przybylina przez Dolinę Bystrą i wschodnią grań Bystrej na szczyt Bystrej. Czas przejścia: 4 h (↓ 3 h), różnica poziomów 1400 m. Szlak jest zamknięty od 1 listopada do 30 czerwca.
  – znakowana czerwono Magistrala Tatrzańska, przecinająca dolną część doliny.
- Czas przejścia od autokempingu „Raczkowa” do skrzyżowania ze szlakiem żółtym: 1:15 h w obie strony
- Czas przejścia od szlaku żółtego do Podbańskiej: 1:15 h w obie strony